# آرامگاه سلاطین استندار
مقبره سلاطین استندار مربوط به سدهٔ ۸ و ۹ ه.ق است و در شهرستان نور، بخش بلده ۰ دهستان شیخ فضل ا، روستای کمرود واقع شده و این اثر در تاریخ ۲۶ اسفند ۱۳۸۶ با شمارهٔ ثبت ۲۲۰۳۲ به‌عنوان یکی از آثار ملی ایران به ثبت رسیده است.